# Howard Carter (baloncestista)
Howard O'Neal Carter (Baton Rouge, Luisiana, 26 de octubre de 1961)  es un exjugador de baloncesto estadounidense que disputó 2 temporadas de la NBA, además de hacerlo en la Liga de baloncesto de Francia y en la Liga de Grecia. Con 1,96 metros de estatura, jugaba en la posición de base. Tiene también la nacionalidad francesa, habiendo jugado con la selección de este país. También es el padre de Cameron Carter-Vickers, futbolista inglés que juega para la selección de los Estados Unidos.

## Trayectoria deportiva

### Universidad
Jugó durante 4 temporadas con los Tigers de la Universidad Estatal de Luisiana, en las que promedió 15,2 puntos y 4,4 rebotes por partido. Jugó la Final Four de la NCAA en 1981, y fue incluido en el mejor quinteto de la Southeastern Conference en 1982. Es el tercer máximo anotador de la historia de los Tigers, por detrás de Pete Maravich y Durand Macklin, con un punto más que Shaquille O'Neal.

### Profesional
Fue elegido en la decimoquinta posición del 1983 por Denver Nuggets, donde jugó casi todos los partidos como suplente, con apenas 12 minutos y medio de juego en cada uno de ellos. Acabó la temporada promediando 6,2 puntos y 1,6 rebotes por noche. Al año siguiente fue traspasado a Dallas Mavericks a cambio de que este equipo no ejerciera su derecho de tanteo sobre el agente libre Elston Turner, En los Mavs apenas jugó en 11 partidos antes de ser cortado.
Al año siguiente decidió aceptar la oferta del Pau Orthez de la Liga francesa, equipo en el que jugó durante 8 temporadas, ganando en 3 ocasiones la liga (1986, 1987 y 1992) y en 2 la Copa (1992 y 1993). en ese tiempo adquiere la nacionalidad francesa, llegando a jugar con la selección nacional. En 1996 ficha por el Montpellier Basket, donde juega una temporada, acabando su carrera en el Iraklio Kritis de la Liga de Grecia.

## Estadísticas de su carrera en la NBA

### Temporada regular
| Temporada | Edad | Equipo           | Liga | P  | TIT | MIN  | TC  | TCA | %TC  | 3P  | 3PA | %3P  | TL  | TLA | %TL   | R.OF. | R.DEF. | REB | ASIS | ROB | TAP | PER | FP  | PTS |
| 1983-84   | 22   | Denver Nuggets   | NBA  | 55 | 5   | 12.5 | 2.6 | 5.7 | .459 | 0.1 | 0.3 | .263 | 0.9 | 1.1 | .770  | 0.7   | 0.9    | 1.6 | 1.3  | 0.3 | 0.1 | 0.8 | 1.5 | 6.2 |
| 1984-85   | 23   | Dallas Mavericks | NBA  | 11 | 0   | 6.0  | 0.4 | 2.1 | .174 | 0.0 | 0.3 | .000 | 0.1 | 0.1 | 1.000 | 0.1   | 0.2    | 0.3 | 0.4  | 0.1 | 0.0 | 0.7 | 0.4 | 0.8 |
| Total     |      |                  | NBA  | 66 | 5   | 11.4 | 2.3 | 5.1 | .440 | 0.1 | 0.3 | .227 | 0.7 | 0.9 | .774  | 0.6   | 0.8    | 1.3 | 1.1  | 0.3 | 0.1 | 0.8 | 1.3 | 5.3 |

### Playoffs
| Temporada | Edad | Equipo         | Liga | P | MIN | TCA | TC | 3PA | 3P | TLA | TL | R.OF. | REB | ASIS | ROB | TAP | PER | FP | PTS | %TC  | %3P  | %FT | MIN  | PTS | REB | AST |
| 1983-84   | 22   | Denver Nuggets | NBA  | 5 | 60  | 7   | 22 | 1   | 5  | 0   | 0  | 1     | 5   | 5    | 4   | 1   | 5   | 3  | 15  | .318 | .200 |     | 12.0 | 3.0 | 1.0 | 1.0 |
| Total     |      |                | NBA  | 5 | 60  | 7   | 22 | 1   | 5  | 0   | 0  | 1     | 5   | 5    | 4   | 1   | 5   | 3  | 15  | .318 | .200 |     | 12.0 | 3.0 | 1.0 | 1.0 |